# Justícia infinita
Justícia infinita (títol original: The President's Man 2) és un telefilm estatunidenc dirigit per Ed Norris i difós l'any 2002. Ha estat doblat al català.

## Argument
Joshua McCord, un respectable professor adulat pels seus alumnes a la universitat de Dallas, exerceix, en secret, una activitat més arriscada: agent secret al servei de la CIA. Un dia, el president dels Estats Units en persona el contacta. Un grup de terroristes acaba d'amagar en un museu tres estatuetes que amaguen components que poden servir a la fabricació d'una bomba nuclear. Els malfactors, que demanen un rescat exorbitant, han resistit als assalts dels militars. McCord ha de trobar-los. Té l'ajuda de Deke Slater, el seu braç dret, i de la seva filla, Que, petit enginy de la informàtica...

## Repartiment
- Chuck Norris: Joshua McCord
- Judson Mills: Deke Slater
- Robert Urich: el president Adam Mayfield
- Jennifer Tung: Que McCord
- Joel Swetow: Abdul Rashid

Ės una de les últimes aparicions de Robert Urich, que ha construït la seva carrera en la participació en produccions de televisió.